# Stal Stalowa Wola (koszykówka)
Stal Stalowa Wola – polski klub koszykarski z siedzibą w Stalowej Woli, na który składają się męska i żeńska sekcja.

## Historia
Koszykarze Stali Stalowa Wola występowali w Ekstraklasie w sezonach 1987/1988 oraz od sezonu 1989/1990 do sezonu 1997/1998. Największe sukcesy koszykarzy to dwukrotnie piąte miejsce w sezonach 1990/1991 oraz 1994/1995. W kwietniu 1995 w Stalowej Woli odbył się także Mecz Gwiazd Polskiej Ligi Koszykówki Północ-Południe, zakończony zwycięstwem Północy 168:165. Najbardziej znanym zawodnikiem ze Stalowej Woli był Roman Prawica, wielokrotny reprezentant Polski, zawodnik Stali Stalowa Wola, Anwilu Włocławek, Polonii Warszawa i Stali Ostrów Wielkopolski. 
W 2009 pod wodzą Bogdana Pamuły awansowała do Polskiej Ligi Koszykówki. W swoim debiutanckim sezonie 2009/2010 zajęła 11. miejsce, utrzymując się w ekstraklasie. Wskutek problemów finansowych po sezonie wycofała się z rozgrywek, sezon 2010/2011 rozpoczynając już w trzeciej lidze.

## Nagrody i wyróżnienia sekcji męskiej
I skład I ligi
- 2005 – Roman Prawica
- 2007 – Adam Lisewski

## Obcokrajowcy sekcji męskiej
Stan na 14 lutego 2019.

- Aleksander Szestopał / (1990–1994)
- Nikołaj Iwachnienko / (1990–1992)
- Siergiej Zawalin  (1992/1993)
- Borys Sagaj  (1993/1994)
- Justin Freier  (1995/1996)
- David Redmon  (1995–1997)
- James Costner  (1996/1997)
- David Godbold  (2009/2010)